# 佐藤良雄
佐藤 良雄（さとう よしお、1953年3月2日 - ）は、日本の実業家、行政書士。キャリアバンク創業者・代表取締役社長。エコミック創業者・元代表取締役社長。元コンサドーレサポーターズ持株会理事長。

## 人物・来歴
北海道生まれ。
1971年北海道札幌旭丘高等学校卒業。
1974年小樽商科大学短期大学部商学科卒業。
1977年行政書士佐藤良雄事務所開設、所長就任。
1979年労働保険事務組合労務事務指導協会設立、理事長就任。
1987年にキャリアバンクを設立し、代表取締役社長に就任。人材紹介業から始め、労働者派遣事業に参入。
1997年エコミック設立、代表取締役社長就任。
1999年職業訓練法人キャリアバンク職業訓練協会会長。
2002年セールスアウトソーシング設立、代表取締役社長。
2003年土屋ホーム監査役。
2004年SATO行政書士法人設立、代表社員。
2005年株式会社ニトリ監査役。
2006年セールスアウトソーシング代表取締役会長。
2008年土屋ホールディングス監査役。
2016年札幌ランゲージセンター代表取締役社長。
2021年黄綬褒章受章。ジャパンケアサービス監査役なども務めた。
趣味はサッカー。北海道コンサドーレ札幌の筆頭株主で、コンサドーレサポーターズ持株会理事長も務めた。

## 著書
- 『ふるさと転職 : 帰りたい人の成功マニュアル』二期出版 1990年